# Sérandon
Sérandon (Serandon auf Okzitanisch) ist eine französische Gemeinde mit 344 Einwohnern (Stand 1. Januar 2022) im Département Corrèze in der Region Nouvelle-Aquitaine.

## Geografie
Die Gemeinde liegt im Zentralmassiv zwischen der Triouzoune, einem Nebenfluss der Dordogne, und der Dordogne selbst.
Tulle, die Präfektur des Départements, liegt ungefähr 65 Kilometer südwestlich, Ussel etwa 25 Kilometer nördlich und Bort-les-Orgues rund 20 Kilometer nordöstlich.
Nachbargemeinden von Sérandon sind Liginiac im Norden, Champagnac im Osten, Veyrières im Südosten sowie Neuvic im Westen.

### Verkehr
Der Ort liegt ungefähr 25 Kilometer südlich der Abfahrt 23 der Autoroute A89.

## Wappen
Beschreibung: Heraldisch rechts in Blau drei goldene Muscheln, links in Rot ein halbes silbernes Spornrad am Spalt.

## Einwohnerentwicklung
| Jahr      | 1962 | 1968 | 1975 | 1982 | 1990 | 1999 | 2007 | 2017 |
| Einwohner | 560  | 507  | 448  | 379  | 342  | 332  | 347  | 349  |

## Sehenswürdigkeiten
- Kirche Sainte-Radegonde, ein romanischer Sakralbau aus dem 12. und 15. Jahrhundert, ist seit dem 28. Oktober 1926 als Monument historique klassifiziert[1].
- Triouzoune-Talsperre Barrage de Neuvic liegt ca. 4 Kilometer nordwestlich[2][3].
- Dordogne-Talsperre Barrage de Marèges liegt ca. 6 Kilometer nordöstlich[4][5][6][7]
- Aussichtspunkt Gratte Bruyère gegenüber der Mündung der Sumène in die Dordogne.

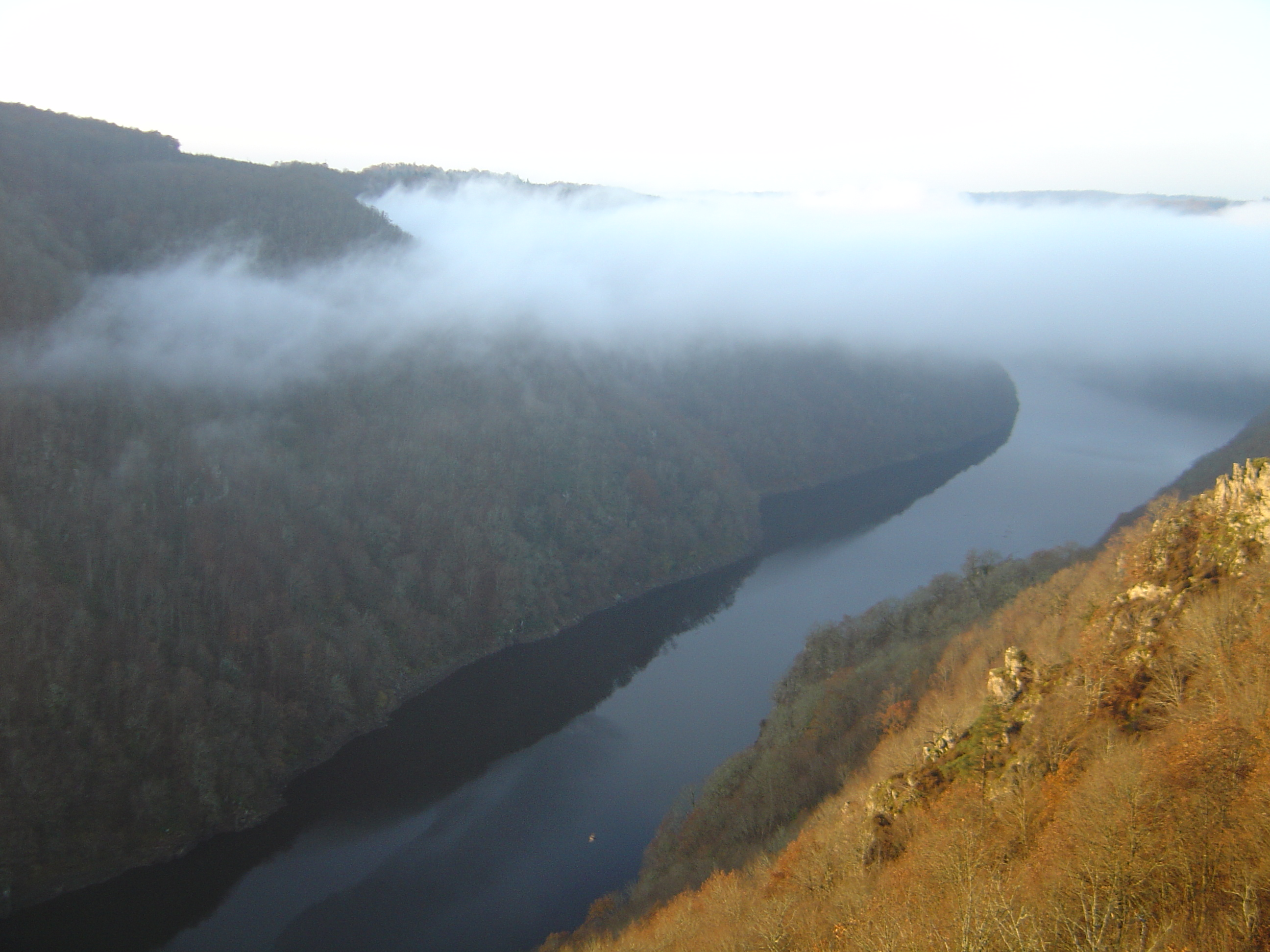
Gratte Bruyère